# Mikola Zaporozsec (autó)

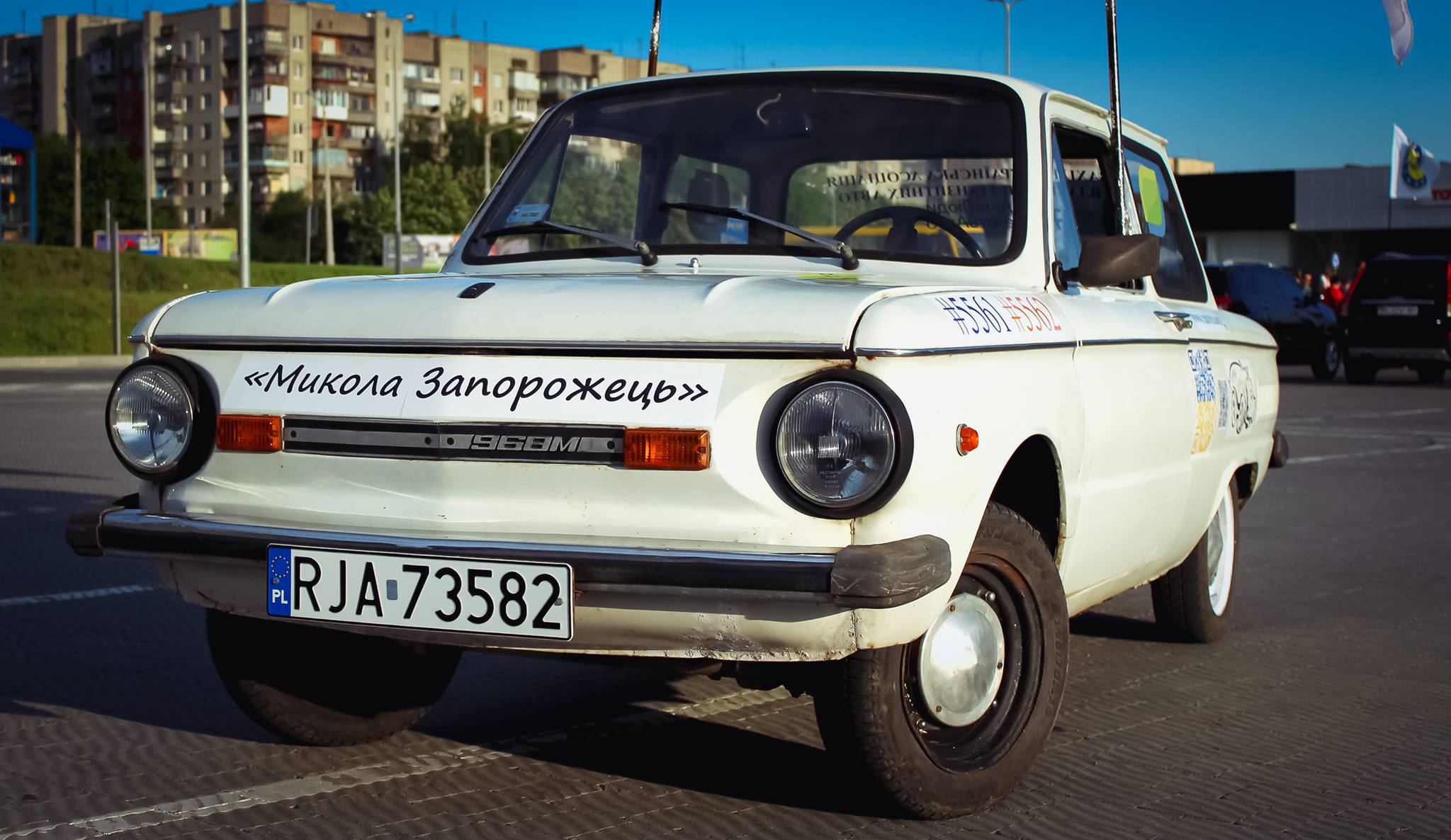
„Mikola Zaporozsec”

A Mikola Zaporozsec egy ZAZ-968 típusú, 1991-ben gyártott, "Mikola" becenévre keresztelt személygépkocsi, melyet 2017-ben civil aktivisták Ukrajnából Lengyelországba exportáltak, s ott forgalomba helyeztek. Annak érdekében, hogy megmutassák a gépjárművek forgalomba helyezésével kapcsolatos ukrajnai jogszabályok abszurditását, a Nyugat-ukrajnai Tranzitgépkocsi-tulajdonosok Egyesülete civil szervezet aktivistái 2017 elején Lvivben vásároltak egy ukrán forgalmi engedéllyel rendelkező Zaporozsec gépkocsit, némi javításokat végeztek rajta, majd kivitték Lengyelországba forgalomba helyezés céljából. Ezzel azt kívánták illusztrálni, hogy az Európai Unióban, a magas életszínvonal ellenére, az autók forgalomba helyezése jóval olcsóbb, mint Ukrajnában, továbbá azt, hogy ott nincsenek a használt autókra vonatkozó olyan adminisztrációs korlátozások, mint például Ukrajnában az Euro-5-nél kisebb környezetvédelmi besorolású autók esetében.
„Mikola Zaporozsecet” Lengyelországban rendes eljárás keretében 250 dollárnyi vámilleték megfizetése fejében hivatalosan forgalomba helyezték, ráadásul nem mint veterán autót, hanem mint egy átlagos személygépkocsit. Az autó átesett egy műszaki vizsgán, lengyel rendszámot kapott, 575 lengyel zlotyért pedig egy zöldkártyás biztosítást kötöttek rá egy évre. Most ahhoz, hogy ezt a Zaporozsecet újra forgalomba helyezzék Ukrajnában, a tulajdonos közel 3500 dollárnyi vámilletéket kell hogy befizessen az ukrán államnak. 
2017 májusában „Mikola Zaporozsec” elindult Kijevbe Lviv, Dubno, Rivne, Zsitomir érintésével. Az aktivisták leparkolták az autót az Ukrán Legfelsőbb Tanács falai előtt a plenáris ülések ideje alatt, hogy megmutassák a parlamenti képviselőknek az autópiacot szabályozó ukrán jogszabályok észszerűtlenségét, s felhívják a figyelmet a jogszabály-módosítások szükségességére.

## Fordítás
- Ez a szócikk részben vagy egészben  a(z)   Микола Запорожець (автомобіль) című ukrán Wikipédia-szócikk ezen változatának fordításán alapul.  Az eredeti cikk szerkesztőit annak laptörténete sorolja fel. Ez a jelzés csupán a megfogalmazás eredetét és a szerzői jogokat jelzi, nem szolgál a cikkben szereplő információk forrásmegjelöléseként.